# Suberites japonicus
Suberites japonicus är en svampdjursart som beskrevs av Thiele 1898. Suberites japonicus ingår i släktet Suberites och familjen Suberitidae. Inga underarter finns listade i Catalogue of Life.